# Iodictyum willeyi
Iodictyum willeyi är en mossdjursart som beskrevs av Harmer 1934. Iodictyum willeyi ingår i släktet Iodictyum och familjen Phidoloporidae. Utöver nominatformen finns också underarten I. w. caledoniense.